# 강릉 현내리 고욤나무
강릉 현내리 고욤나무(江陵 縣內里 고욤나무)는 대한민국 강원특별자치도 강릉시 옥계면에 있는 천연기념물이다. 2018년 8월 29일 대한민국의 천연기념물 제554호로 지정되었다.

## 지정 사유
강릉 현내리 고욤나무는 수고, 근원둘레, 수관 폭, 수령 등 규격적인 측면에서 희귀성이 높을 뿐만 아니라 고유의 수형을 잘 유지하고 있는 등 자연학술적 가치가 높다.
감나무를 접붙일 때 대목(밑나무)으로 흔히 쓰는 나무로 우리의 생활문화와 밀접한 관계가 있으며, 신목으로 마을의 안녕을 위해 매년 성황제를 지내고 있는 등 민속적으로도 가치가 크다.

## 같이 보기
- 고욤나무